# Julie Joly
Pour les articles homonymes, voir Joly.
Julie Joly, née le 10 mai 1974 à Paris, est une journaliste française. Elle est directrice générale de l'hebdomadaire Le Nouvel Obs depuis 2022. 
Elle était directrice du Centre de Formation des Journalistes (CFJ) entre 2012 et 2022 et directrice générale de l'École W, l'école post-bac du CFJ, entre 2016 et 2022,.

## Biographie
Diplômée de HEC Paris en 1997, Julie Joly commence sa carrière dans la presse écrite à l'hebdomadaire La Tribune en 1997, puis elle est recrutée, en 1999, au service Economie de l'hebdomadaire L'Express. Elle travaille successivement dans le service Politique, puis comme chef de rubrique au service Société de l'hebdomadaire L'Express. En 2010, elle est nommée rédactrice en chef adjointe du service Société de l'hebdomadaire.
Elle quitte L'Express au mois d'octobre 2012 pour prendre la direction du Centre de Formation des Journalistes en remplacement de Christophe Deloire. 
En janvier 2016, elle crée l'École W, un parcours post-bac du CFJ en trois ans permettant aux étudiants de s’initier aux métiers de l'information, de la communication et de la création numérique et de se préparer aux concours des écoles de journalisme. Elle en prend la direction générale tout en restant directrice du CFJ.
Le 24 mars 2020, elle nommée membre du Comité relatif à l'honnêteté, à l'indépendance et au pluralisme de l'information et des programmes de Radio France, sur décision du conseil d'administration, aux côtés de l'économiste Françoise Benhamou, de la conseillère d'État Béatrice Bourgeois-Machureau, du professeur de droit Antoine Gaudemet et du journaliste Gilles Leclerc.
Le 16 décembre 2021, l'Agence France-Presse révèle que Julie Joly quittera la direction du Centre de formation des journalistes et de l'École W pour rejoindre la direction générale de l'hebdomadaire Le Nouvel Obs à partir du 17 janvier 2022,.